# Phippsburg (Maine)
Phippsburg ist eine Town im Sagadahoc County des Bundesstaates Maine in den Vereinigten Staaten. Im Jahr 2020 lebten dort 2155 Einwohner in 1804 Haushalten (in den Vereinigten Staaten werden auch Ferienwohnungen als Haushalte gezählt) auf einer Fläche von 184,41 km².

## Geographie
Nach dem United States Census Bureau hat Phippsburg eine Gesamtfläche von 184,41 km², von der 74,02 km² Land sind und 110,39 km² aus Gewässern bestehen.

### Geographische Lage
Phippsburg liegt im Südosten des Sagadahoc Countys und grenzt an das Cumberland County. Das Gebiet von Phippsburg liegt auf einer Halbinsel im Mündungsgebiet des Kennebec Rivers in den Atlantischen Ozean. Weitere Inseln gehören zum Gebiet der Town. Zu diesen zählen Bear Island, Harbor Island, Hermit Island, Lee Island und Wood Island. Auf dem Gebiet der Town gibt es mehrere kleinere Seen, von denen der größte der Mill Pond ist. Die Oberfläche des Gebietes ist eher eben, ohne nennenswerte Erhebungen.

### Nachbargemeinden
Alle Entfernungen sind als Luftlinien zwischen den offiziellen Koordinaten der Orte aus der Volkszählung 2010 angegeben.
- Nordosten: Arrowsic, 14,2 km
- Osten: Georgetown, 6,6 km
- Südwesten: Harpswell, Cumberland County, 16,2 km
- Nordwesten: West Bath, 14,8 km

### Stadtgliederung
In Phippsburg gibt es mehrere Siedlungsgebiete: Ashdale, Brightwater, Cape Small, Cliffstone, Fort Baldwin, Hunnewel`s Point, Meadowbrook, Parker Head, Phippsburg, Popham Beach, Sebasco, Sebasco Estates, Small Point, Small Point Beach, West Point und Winnegance.

### Klima
Die mittlere Durchschnittstemperatur in Phippsburg liegt zwischen −6,7 °C (20 °F) im Januar und 21,1 °C (70 °F) im Juli. Damit ist der Ort gegenüber dem langjährigen Mittel der USA um etwa 9 Grad kühler. Die Schneefälle zwischen Oktober und Mai liegen mit bis zu zweieinhalb Metern mehr als doppelt so hoch wie die mittlere Schneehöhe in den USA; die tägliche Sonnenscheindauer liegt am unteren Rand des Wertespektrums der USA.

## Geschichte
Die Town Phippsburg wurde am 26. Januar 1814 organisiert und benannt nach dem Gouverneur William Phips von Massachusetts, der im benachbarten Woolwich geboren wurde. Zuvor gehörte das Gebiet zu Georgetown. Eine erste englische Siedlung wurde bereits im Jahr 1607 errichtet, doch bereits 1608 wurde die Popham Colony schon wieder aufgelöst. Erneut besiedelt wurde das Gebiet 1659 durch John Parker II, der das Land von den Indianern erwarb. 
Während des King Philip’s War wurden die Siedlungen im Kennebec River Valley von Indianern angegriffen und niedergebrannt. Erneut passierte dies im Jahr 1689 im King William’s War und erst nach dem Frieden von Utrecht ließen sich erneut europäische Siedler nieder.
Ragged Island wurde im Jahr 1891 an Harpswell abgegeben. Einige Inseln in der Casco Bay wurden im Jahr 1903 hinzugenommen, doch bereits im Jahr 1905 wieder abgegeben. Die Inseln Bushy, Hen, Bear, Malaga, Burnt Coat, Black Snake, Wood, Little Wood und Gooseberry Islands wurden im Jahr 1917 hinzugenommen.

### Einwohnerentwicklung
| Volkszählungsergebnisse – Town of Phippsburg, Maine | Volkszählungsergebnisse – Town of Phippsburg, Maine | Volkszählungsergebnisse – Town of Phippsburg, Maine | Volkszählungsergebnisse – Town of Phippsburg, Maine | Volkszählungsergebnisse – Town of Phippsburg, Maine | Volkszählungsergebnisse – Town of Phippsburg, Maine | Volkszählungsergebnisse – Town of Phippsburg, Maine | Volkszählungsergebnisse – Town of Phippsburg, Maine | Volkszählungsergebnisse – Town of Phippsburg, Maine | Volkszählungsergebnisse – Town of Phippsburg, Maine | Volkszählungsergebnisse – Town of Phippsburg, Maine |
| Jahr                                                | 1800                                                | 1810                                                | 1820                                                | 1830                                                | 1840                                                | 1850                                                | 1860                                                | 1870                                                | 1880                                                | 1890                                                |
| --------------------------------------------------- | --------------------------------------------------- | --------------------------------------------------- | --------------------------------------------------- | --------------------------------------------------- | --------------------------------------------------- | --------------------------------------------------- | --------------------------------------------------- | --------------------------------------------------- | --------------------------------------------------- | --------------------------------------------------- |
| Einwohner                                           |                                                     |                                                     | 1119                                                | 1311                                                | 1657                                                | 1805                                                | 1770                                                | 1344                                                | 1497                                                | 1396                                                |
| Jahr                                                | 1900                                                | 1910                                                | 1920                                                | 1930                                                | 1940                                                | 1950                                                | 1960                                                | 1970                                                | 1980                                                | 1990                                                |
| Einwohner                                           | 1254                                                | 1079                                                | 872                                                 | 801                                                 | 1020                                                | 1134                                                | 1121                                                | 1229                                                | 1527                                                | 1815                                                |
| Jahr                                                | 2000                                                | 2010                                                | 2020                                                | 2030                                                | 2040                                                | 2050                                                | 2060                                                | 2070                                                | 2080                                                | 2090                                                |
| Einwohner                                           | 2106                                                | 2216                                                | 2155                                                |                                                     |                                                     |                                                     |                                                     |                                                     |                                                     |                                                     |

## Kultur und Sehenswürdigkeiten

### Bauwerke
In Phippsburg, Popham Beach und Small Point wurden mehrere Bauwerke und historische Stätten unter Denkmalschutz gestellt und ins National Register of Historic Places aufgenommen.
- Cold Spring Farm, 1985 unter der Register-Nr. 85000274.[9]
- Fort Baldwin Historic Site, 1979 unter der Register-Nr. 79000166.[10]
- Charles H. Ingraham Cottage, 1986 unter der Register-Nr. 86003512.[11]
- McCobb-Hill-Minott House, 1977 unter der Register-Nr. 77000083.[12]
- Ropes End, 2001 unter der Register-Nr. 01001421.[13]
- Wallace-Haskell Homestead, 2017 unter der Register-Nr. 100000526.[14]

Popham Beach
- Arnold Trail to Quebec, 1969 unter der Register-Nr. 69000018.[15]
- Fort Popham Memorial, 1969 unter der Register-Nr. 69000012.[16]
- Popham Colony Site, 1970 unter der Register-Nr. 70000063.[17]

Small Point
- Joseph and Susan Manley Summer Cottage, 1998 unter der Register-Nr. 97001642.[18]
- Small Point Club, 1999 unter der Register-Nr. 99000376.[19]

### Parks
Der Popham Beach State Park ist ein 214 Hektar großer State Park in Phippsburg. In dem Gebiet siedelten sich im Jahr 1607 kurzfristig englische Kolonisten der Plymouth Company an. Es wurde durch George Popham eine befestigte Siedlung, das Fort George errichtet. Nach dem Tod von George Popham bauten die überlebenden Kolonisten die Virginia of Sagadahoc und segelten im Jahr 1608 nach England zurück.

## Wirtschaft und Infrastruktur

### Verkehr
Die Maine State Route 209 verläuft in nordsüdlicher Richtung durch das Gebiet von Phippsburg und verbindet Phippsburg mit West Bath im Westen.

### Öffentliche Einrichtungen
In Phippsburg gibt es keine medizinischen Einrichtungen oder Krankenhäuser. Nächstgelegene Einrichtungen für die Bewohner von Phippsburg befinden sich in Boothbay Harbor, Bath und Brunswick.
In Phippsburg befindet sich die Albert F Totman Public Library in der Parker Head Road.

### Bildung
Phippsburg gehört mit Arrowsic, Bath, Georgetown, West Bath und Woolwich zum Regional School Unit 1 (RSU 1).
Im Schulbezirk werden folgende Schulen angeboten:
- Dike Newell School in Bath, mit den Schulklassen von Pre-Kindergarten bis Klasse 2
- Fisher Mitchell School in Bath, mit den Schulklassen von Klasse 3 bis 5
- Bath Middle School in Bath, mit den Schulklassen von Klasse 6 bis 8
- Morse High School in Bath, mit den Schulklassen von Klasse 9 bis 12
- Phippsburg Elementary School in Phippsburg, mit den Schulklassen von Pre-Kindergarten bis Klasse 5
- Woolwich Central School in Woolwich, mit den Schulklassen von Pre-Kindergarten bis Klasse 8

## Persönlichkeiten

### Persönlichkeiten, die vor Ort gewirkt haben
- Mark Langdon Hill (1772–1842), Politiker